# Grêmio Barueri
Grêmio Barueri Futebol Ltda., 1989 gegründet als Grêmio Recreativo Barueri, war ein Sportverein aus Barueri, einem 25 km nordwestlich von São Paulo im gleichnamigen brasilianischen Bundesstaat gelegenen Ort, der de facto dieser Tage mit der Millionenmetropole verschmolzen ist. Aus finanziellen Gründen wurde Grêmio von Februar 2010 bis Mai 2011 nach Presidente Prudente, einer knapp 600 km von der Hauptstadt entfernten Stadt mit rund 200.000 Einwohnern im Westen des Bundesstaates umquartiert und firmierte dort als Grêmio Prudente.
Nach dem Abstieg der Fußballer aus der dritten Liga des Staates São Paulo, der Série A3, im April 2016 stellte Grêmio die sportlichen Aktivitäten ein. Es existieren heute noch Rechte am Namen und Logo.

## Geschichte
Grêmio, das Wort bedeutet so viel wie Verein(igung) oder Zunft, wurde 1989 unter starker Mitwirkung der Verwaltung von Barueri gegründet um der Stadt ein sportliches Aushängeschild zu verschaffen. Barueri hatte als offizielle Vereinsfarben Blau, Rot und Gelb und betreibt unter anderem Fußball, Basketball, Volleyball, Turnen, Karate, Judo und Leichtathletik. Die Basket- und Volleyballabteilungen konnten in den 1990er Jahren mit São Paulo-Staatsmeisterschaften auf sich aufmerksam machen. Die Fußballer stiegen 2008 in die erste Liga auf. Ende 2009 beschloss der Verein wegen unzureichender Unterstützung durch die Stadtverwaltung in die Stadt Presidente Prudente umzuziehen, welche ein stärkeres Engagement versprach. Der Prozess wurde Ende Februar 2010 mit einem formellen Stadtratsbeschluss formalisiert. Grêmio Präsident Marco Antonio Almeida gab seinem Wunsch Ausdruck, dass der Verein in Prudente nunmehr mehr als 100 Jahre zu Hause sein möge.
Im Mai 2011 wurde Grêmio von einer Unternehmensgruppe übernommen, die den Verein wieder nach Barueri transferierte.
Das brasilienübliche Maskottchen des Vereins ist eine Biene. Diese soll Werte wie Emsigkeit, Zusammenarbeit, Bodenständigkeit und dergleichen symbolisieren. Das ganze Konzept wurde von einer Werbeagentur ausgedacht.

## Fußball
Erst 2001 professionalisierte Barueri den Fußballbetrieb. Im Jahr zuvor konnten noch die U20-Junioren des Vereins Aufmerksamkeit erregen, als sie unter dem gesponserten Namen Roma Barueri die Staatsmeisterschaft gewannen.
Die Kampfmannschaft musste bis 2005 warten, ehe ihr auf Staatsebene der Aufstieg in die Zweitklassigkeit gelang. Noch besser wurde es im Jahr darauf, als mit dem Aufstieg in die erste Staatsliga auch die Qualifikation zur Série C, der dritthöchsten Spielklasse Brasiliens, gelang. Mit einem vierten Platz qualifizierte sich Barueri bereits nach der ersten Saison für die Série B. Dort benötigte die Mannschaft eine Saison um sich zu etablieren. 2008 erreichte GRB den vierten Platz und stieg damit in die höchste nationale Spielklasse, die Série A auf. Dort wurde der Verein nach einem 8. Platz im Vorjahr 2010 Tabellenletzter und stieg ab. 2011 stieg der seinerzeit noch als Grêmio Prudente firmierende Verein aus der ersten Staatsliga ab. Ein Jahr später stieg der Verein als Letzter auch aus der Série B in die Série C ab.
Der Abstieg der Mannschaft setzte sich zielstrebig fort. Auf Staatsebene beteiligte sich Grêmio 2016 noch einmal an der dritten Liga von São Paulo, der Série A3. Am 3. April beendete die Mannschaft mit einer 1:6-Niederlage bei SE Matonense die Vereinsgeschichte. In der 69. Minute erzielte ein Spieler namens Assumpção per Elfmeter das letzte Tor der Mannen aus Barueri, die mit 19 Niederlagen in 19 Spielen bei einem Torverhältnis von 9:88 souverän Tabellenletzte wurden.

## Stadion

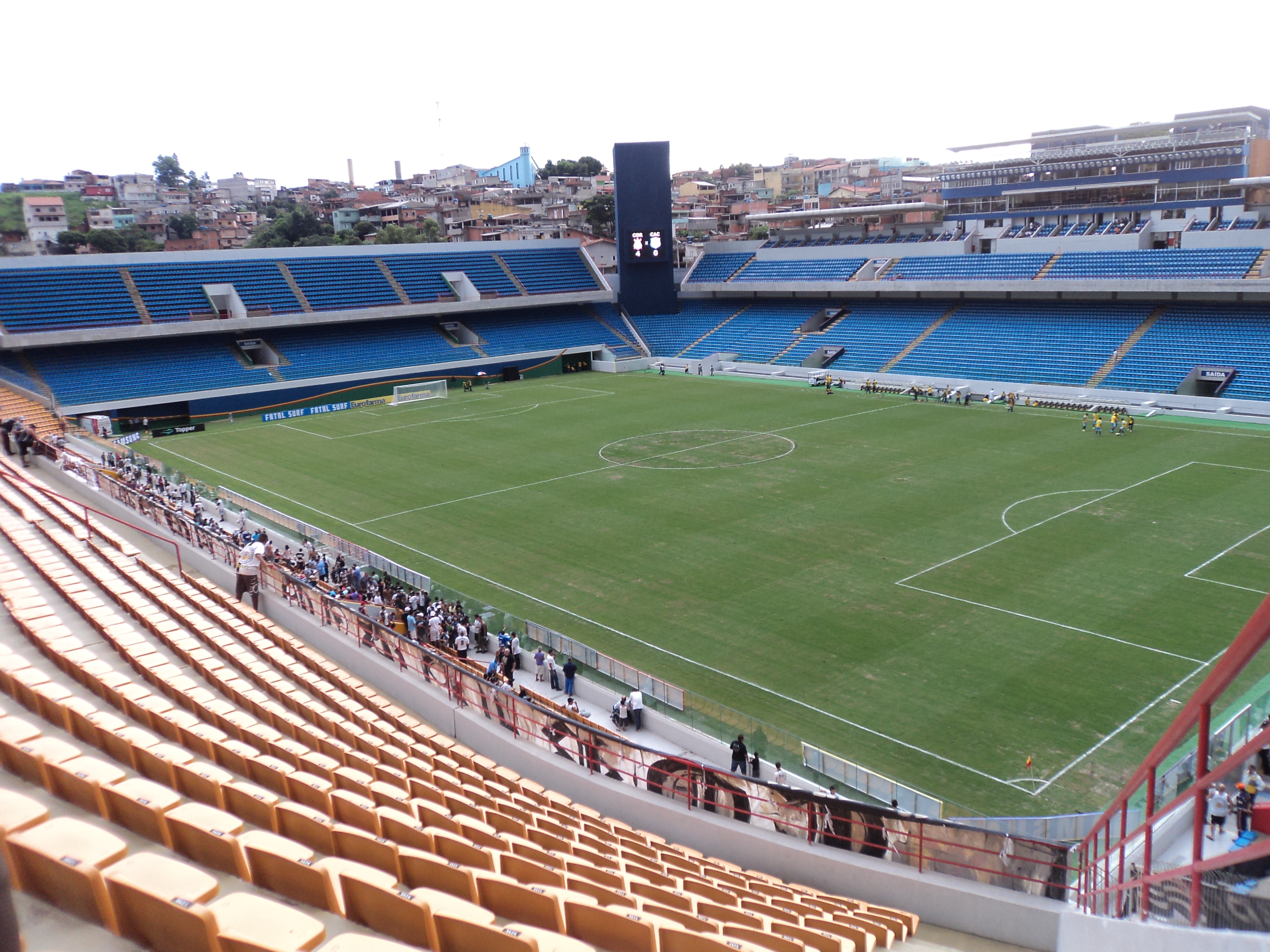
Die Arena Barueri im Januar 2011

Ursprünglich trug Grêmio seine Heimspiele im 1996 eingeweihten Estádio Municipal Orlando Batista Noveli aus, welches eine Kapazität von 5.000 Zusehern hat. Das Stadion wurde 2006 abgerissen und an dessen Stelle die Arena Barueri, ein multifunktionales Fußballstadion, errichtet. Das Stadion wurde aus Kostengründen in Etappen erbaut. Anfänglich wurde eine „L“-förmige Grundstruktur errichtet die Spiele vor bis zu 17.000 Zusehern ermöglichte. Bis 2010 wurde das Stadion fertiggestellt und es weist nun eine Kapazität von knapp 32.000 Zusehern auf. Im Zuge eines weiteren Ausbaus soll das Stadion auch komplett überdacht werden.
Die Arena wurde am 26. Mai 2007 mit dem Spiel von Barueri gegen Criciúma EC eingeweiht. Die Gäste gingen dabei zwar durch Silvio in Führung, verloren aber am Ende mit 1:2. Die bis dato höchste Zuschauerzahl wurde mit 16.645 am 26. November 2008 beim für den Aufstieg von Grêmio in die Série A entscheidenden Spiel gegen den América FC aus Natal erreicht.
Zu den Höhepunkten der Geschichte des Stadions gehört das 100. Tor des FC São Paulo Torwartes Rogério Ceni, das im März 2011 bei einem Spiel um die Staatsmeisterschaft gegen SC Corinthians Paulista erzielte. Grêmio teilt sich das Stadion mit dem unterklassigen SC Barueri.
Stadion in Presidente Prudente
Während seiner Zeit in Presidente Prudente spielte Grêmio Barueri im Estádio Municipal Eduardo José Farah, in der Regel kurz Prudentão genannt, aus. Das 1940 eingeweihte Stadion, welches 2008 renoviert wurde, fasst etwa 44.400 Zuseher.

## Erfolge

### Basketball
- Staatsmeisterschaft von São Paulo: 1998

### Volleyball
- Staatsmeisterschaft von São Paulo: 1992

## Bekannte Spieler
- Caio
- Alexandre da Silva Mariano "Amaral"